# Julio Romero de Torres
Julio Romero de Torres (Còrdova, 9 de novembre de 1874 - 10 de maig de 1930) va ser un pintor simbolista andalús.

## Biografia

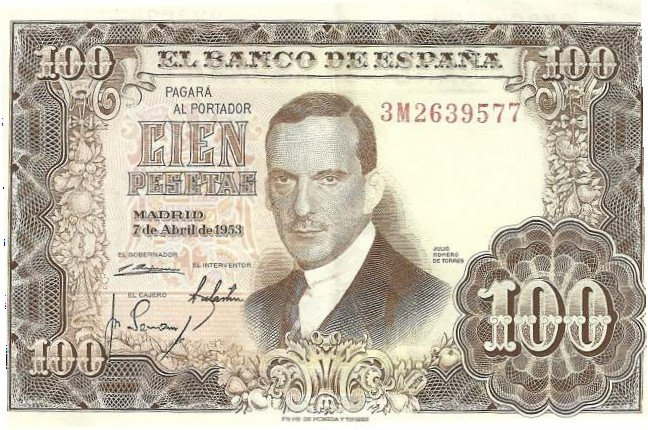
Julio Romero de Torres (100 pessetes, 1953).

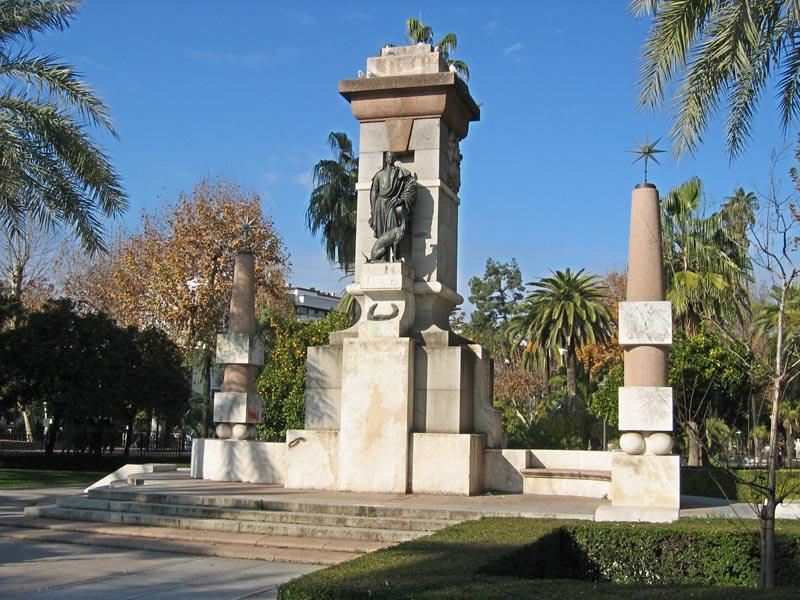
Monument a Julio Romero de Torres als Jardines de la Agricultura, a Còrdova.

Fill del també pintor Rafael Romero y Barros, director del Museu Provincial de Belles Arts de Còrdova, va començar el seu aprenentatge a les ordres del seu pare a l'Escola de Belles Arts de Còrdova a la primerenca edat de 10 anys. Gràcies al seu afany per aprendre, va viure intensament la vida cultural cordovesa de finals del segle xix i va conèixer ja des de molt jove tots els moviments artístics dominants d'aquesta època.
El 1890 va pintar el que seria la seva primera obra coneguda La huerta de los Morales.
Julio Romero de Torres va participar amb intensitat en tots els esdeveniments artístics de Còrdova i Espanya. Ja l'any 1895 va participar en l'Exposició Nacional a Madrid, on va rebre un esment honorífic. També va participar en les edicions de 1899 i 1904, on va ser premiat amb la tercera medalla. En aquesta època va iniciar la seva experiència docent a l'Escola de Belles Arts de Còrdova.
El 1906, el Jurat de la Nacional va rebutjar la seva pintura Vividoras del Amor, la qual cosa va provocar que el Saló de Rebutjats fora més visitat que les sales de l'Exposició Nacional. Aquest mateix any va marxar a Madrid, per a documentar-se i satisfer la seva inquietud renovadora. Després va realitzar viatges per tot Itàlia, França, Anglaterra i els Països Baixos.
El 1907 va concórrer ja amb els pintors de més anomenada de l'època a l'exposició dels independents al Cercle de Belles Arts. Poc després va obtenir per fi la seva primera medalla a l'Exposició Nacional de l'any 1908 amb el seu quadre Musa gitana. També va rebre el primer premi a l'Exposició de Barcelona de 1911 amb El Retablo del Amor, i dos anys després a l'Internacional de Múnic de l'any 1913. A l'Exposició Nacional de 1912, quan Romero de Torres aspirava a la medalla d'honor, la seva obra no va ser reconeguda, el que va provocar que els seus admiradors li lliuressin una medalla d'or cisellada per l'escultor Julio Antonio. Quan els seus quadres tampoc van ser premiats a l'Exposició de 1915 amb la medalla d'honor va decidir retirar-se definitivament de les Exposicions Nacionals.
El 1916 es va convertir en catedràtic de Vestidura a l'Escola de Belles Arts de Madrid, instal·lant-se definitivament a la capital. A partir d'aquí, la seva obra va començar a representar el pavelló espanyol a diversos certàmens internacionals, convocats a París, Londres, etc. No obstant això, el gran moment d'èxit es va produir a Buenos Aires, l'any 1922. A l'agost d'aquest mateix any Julio Romero de Torres havia viatjat a la República Argentina acompanyat del seu germà Enrique, i els últims dies d'aquest mateix mes es va inaugurar l'exposició, que va ser presentada al catàleg per un esplèndid text de Ramón María del Valle-Inclán. La mostra va constituir un èxit sense precedents. Va ser membre de la Reial Acadèmia de Còrdova i de la de la Reial Acadèmia de Belles Arts de San Fernando. També va exhibir la seva obra a l'Exposició Iberoamericana de Sevilla l'any 1929, i a múltiples exposicions individuals a Espanya i l'estranger.
A principis de 1930, Julio Romero de Torres, esgotat per l'excés de treball i afectat d'una malaltia hepàtica, va tornar a la seva Còrdova natal per a tractar de recuperar-se. Pintant en el seu estudi de la Plaza del Potro, va realitzar entre els mesos de gener i febrer la que seria la seva obra final i més cèlebrement coneguda, La chiquita piconera.

## Obra[1]
L'obra de Julio Romero de Torres queda pràcticament englobada a un sol tema, la imatge de la dona. Una obra qualificada en el seu temps de pintura folklòrica, però, que avui dia, considerem com a una excel·lent mostra de simbolisme adaptat a la realitat del temps que es vivia en l'època de Julio Romero de Torres.
Tot i que les dones de Julio Romero de Torres no s'allunyen del tot dels prototips femenins establerts en aquell moment, sí que es pot apreciar un trencament. En la seva obra apreciarem dones amb una càrrega misteriosa de poder i de trencament amb els prototips més visibles de l'època, un ideal de bellesa nou i d'empoderament del cos amb una clara essència eròtica.
Encara que Julio Romero de Torres va mostrar un trencament dels prototips, no s'allunya dels models que havien establert, al cap i a la fi, era un home que vivia en una època amb una visió molt tancada dels models femenins, una realitat evident que encara es pot apreciar en la seva obra.
Tot i això, cal esmollar totes les diferents representacions femenines que realitza l'artista, des de la dona somniada i la prostituta fins a la monja i la mística.

## Cultura popular
«La morena de mi copla» és un pasdoble compost en 1929 pel lletrista i músic Alfonso Jofre de Villegas Cernuda i Carlos Castellano Gómez.
Homenatge al pintor Julio Romero de Torres,  va ser interpretat per primera vegada per Estrellita Castro i gravat en 1931 per la vedette María Antinea.4 Aviat es va convertir en una cançó molt popular, arribant a ser la que major recaptació va aconseguir en el seu any de llançament segons les dades de la SGAE.
En 1943 va ser publicada per Concha Piquer. Des de 1967 va ser interpretada pel famós cantant Manolo Escobar. Des dels anys 1960 aquesta cançó ha estat molt popular a Espanya. Ha estat també interpretada per altres artistes com Antoñita Moreno (1958) i Pedro Vargas, i forma part del repertori habitual de les Tunes.